# Campeonato Mundial de Rali de 2006

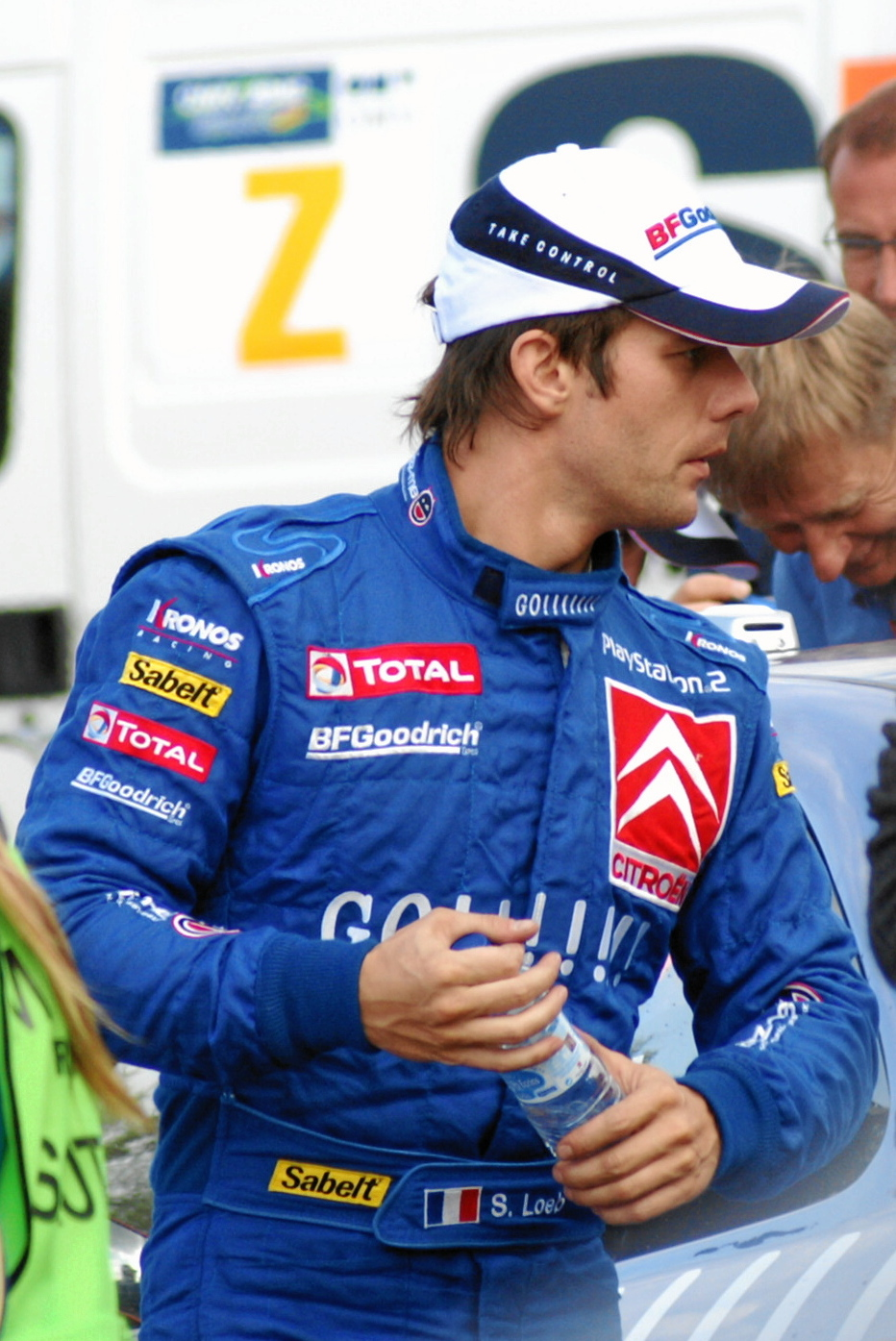
Sébastien Loeb, no Rally da Alemanha 2006.

Resultados do Campeonato Mundial de Rali de 2006

## Classificação

### Campeonato de construtores
| Pos. | Fabricante               | Evento | Evento | Evento | Evento  | Evento | Evento    | Evento | Evento | Evento   | Evento    | Evento | Evento | Evento  | Evento    | Evento        | Evento      | Total |
| Pos. | Fabricante               | Mónaco | Suécia | México | Espanha | França | Argentina | Itália | Grécia | Alemanha | Finlândia | Japão  | Chipre | Turquia | Austrália | Nova Zelândia | Reino Unido | Total |
| ---- | ------------------------ | ------ | ------ | ------ | ------- | ------ | --------- | ------ | ------ | -------- | --------- | ------ | ------ | ------- | --------- | ------------- | ----------- | ----- |
| 1    | BP Ford World Rally Team | 14     | 12     | 4      | 12      | 14     | 1         | 8      | 16     | 10       | 16        | 14     | 14     | 18      | 14        | 18            | 10          | 195   |
| 2    | Kronos Total Citroën     | 11     | 13     | 10     | 10      | 15     | 10        | 16     | 11     | 18       | 8         | 10     | 10     | 3       | 5         | 9             | 6           | 166   |
| 3    | Subaru World Rally Team  | 5      | 3      | 12     | 11      | 7      | 13        | 7      | 5      | 0        | 2         | 9      | 5      | 4       | 11        | 3             | 6           | 103   |
| 4    | OMV Peugeot Norway       | 6      | 4      | 11     | 0       | 0      | 10        | 5      | 5      | 0        | 9         | 0      | 9      | 8       | 6         | 7             | 8           | 88    |
| 5    | Stobart VK M-Sport Ford  | 0      | 7      | 2      | 1       | 0      | 5         | 0      | 2      | 3        | 4         | 5      | 1      | 5       | 2         | 2             | 5           | 44    |
| 6    | Red Bull Škoda           | 3      | 0      | 0      | 5       | 3      | 0         | 3      | 0      | 8        | 0         | 0      | 0      | 1       | -         | -             | 1           | 24    |

### Campeonato de pilotos
| Pos. | Piloto             | Evento | Evento | Evento | Evento  | Evento | Evento    | Evento | Evento | Evento   | Evento    | Evento | Evento | Evento  | Evento    | Evento        | Evento      | Total |
| Pos. | Piloto             | Mónaco | Suécia | México | Espanha | França | Argentina | Itália | Grécia | Alemanha | Finlândia | Japão  | Chipre | Turquia | Austrália | Nova Zelândia | Reino Unido | Total |
| ---- | ------------------ | ------ | ------ | ------ | ------- | ------ | --------- | ------ | ------ | -------- | --------- | ------ | ------ | ------- | --------- | ------------- | ----------- | ----- |
| 1    | Sébastien Loeb     | 8      | 8      | 10     | 10      | 10     | 10        | 10     | 8      | 10       | 8         | 10     | 10     | -       | -         | -             | -           | 112   |
| 2    | Marcus Grönholm    | 10     | 10     | 1      | 6       | 8      | 0         | 0      | 10     | 6        | 10        | 8      | 8      | 10      | 4         | 10            | 10          | 111   |
| 3    | Mikko Hirvonen     | 2      | 0      | 0      | 0       | 5      | 0         | 8      | 6      | 0        | 6         | 6      | 6      | 8       | 10        | 8             | -           | 65    |
| 4    | Manfred Stohl      | 5      | 0      | 6      | 0       | 2      | 5         | 2      | 0      | 4        | 0         | 4      | 5      | 1       | 6         | 6             | 8           | 54    |
| 5    | Dani Sordo         | 1      | 0      | 5      | 8       | 6      | 4         | 6      | 3      | 8        | 0         | 0      | 0      | 2       | 0         | 4             | 2           | 49    |
| 6    | Petter Solberg     | 0      | 0      | 8      | 2       | 0      | 8         | 0      | 2      | 0        | 0         | 2      | 1      | 0       | 8         | 3             | 6           | 40    |
| 7    | Xavier Pons        | 0      | 2      | 0      | 0       | 3      | 0         | 5      | 1      | 0        | 0         | -      | 2      | 5       | 5         | 5             | 4           | 32    |
| 8    | Henning Solberg    | 0      | 1      | 4      | -       | -      | 2         | 0      | 4      | 0        | 5         | -      | 3      | 6       | 0         | -             | -           | 25    |
| 9    | Toni Gardemeister  | 6      | -      | -      | 0       | -      | -         | -      | 5      | 5        | 0         | -      | 4      | 0       | -         | -             | -           | 20    |
| 10   | Chris Atkinson     | 3      | 0      | 2      | 0       | 0      | 3         | 0      | 0      | 1        | 0         | 5      | 0      | 3       | 0         | -             | 3           | 20    |
| 11   | Gigi Galli         | 0      | 5      | -      | -       | 0      | 6         | 0      | -      | -        | 4         | -      | -      | -       | -         | -             | -           | 15    |
| 12   | Alex Bengué        | 0      | -      | -      | 5       | 4      | -         | -      | 0      | -        | -         | -      | -      | -       | -         | -             | -           | 9     |
| 13   | Jari-Matti Latvala | -      | -      | -      | -       | -      | -         | -      | -      | -        | -         | -      | -      | -       | 3         | 1             | 5           | 9     |
| 14   | Kosti Katajamäki   | -      | 3      | -      | -       | -      | -         | 0      | 0      | -        | 0         | -      | -      | 4       | -         | -             | -           | 7     |
| 15   | Jan Kopecký        | 0      | 0      | -      | 4       | 0      | -         | 0      | 0      | 2        | 1         | -      | -      | 0       | -         | -             | -           | 7     |
| 16   | Daniel Carlsson    | -      | 6      | -      | -       | -      | -         | -      | -      | -        | 0         | -      | -      | -       | -         | -             | -           | 6     |
| 17   | Jussi Valimäki     | -      | -      | -      | -       | -      | -         | 4      | 0      | -        | 2         | -      | -      | -       | -         | -             | -           | 6     |
| 18   | Stéphane Sarrazin  | 4      | -      | -      | 1       | 1      | -         | -      | -      | 0        | -         | -      | -      | -       | -         | -             | -           | 6     |
| 19   | Thomas Rådström    | -      | 4      | -      | -       | -      | -         | -      | -      | -        | -         | -      | -      | -       | -         | -             | -           | 4     |
| 20   | Francois Duval     | 0      | -      | -      | 3       | 0      | -         | 1      | 0      | 0        | -         | -      | -      | 0       | -         | -             | 1           | 5     |
| 21   | Gareth MacHale     | 0      | -      | 3      | 0       | -      | 0         | 0      | -      | 0        | -         | 0      | -      | -       | -         | -             | -           | 3     |
| 22   | Andreas Aigner     | 0      | 0      | -      | 0       | 0      | -         | 0      | 0      | 3        | -         | -      | 0      | 0       | -         | -             | -           | 3     |
| 23   | Janne Tuohino      | -      | 0      | -      | -       | -      | -         | -      | -      | -        | 3         | -      | -      | -       | -         | -             | -           | 3     |
| 24   | Toshi Arai         | -      | -      | -      | -       | -      | -         | -      | -      | -        | -         | 3      | -      | -       | 0         | -             | -           | 3     |
| 25   | Kristian Sohlberg  | -      | 0      | -      | -       | -      | -         | 3      | -      | -        | 0         | -      | -      | -       | -         | -             | -           | 3     |
| 26   | Luis Perez Companc | -      | -      | -      | -       | -      | -         | -      | -      | -        | -         | -      | -      | -       | -         | 2             | -           | 2     |
| 27   | Mirco Baldacci     | -      | -      | -      | -       | -      | -         | -      | -      | -        | -         | -      | -      | -       | 2         | -             | -           | 2     |
| 28   | Matthew Wilson     | 0      | 0      | 0      | 0       | 0      | 1         | 0      | 0      | 0        | 0         | 0      | 0      | 0       | 0         | -             | -           | 1     |
| 29   | Fumio Nutahara     | 0      | -      | -      | -       | -      | -         | -      | -      | -        | -         | 1      | -      | -       | 0         | -             | -           | 1     |
| 30   | Dean Herridge      | -      | -      | -      | -       | -      | -         | -      | -      | -        | -         | -      | -      | -       | 1         | -             | -           | 1     |

## Provas
| Nome do rali                             | Data de início e fim          | Pódio de pilotos (Tempo final)                                                                         | Pódio de carros                                                                 |
| ---------------------------------------- | ----------------------------- | --- | ------------------------------------------------------------------------------- |
| 74ème Rallye Automobile Monte-Carlo      | 20 de janeiro-22 de janeiro   | 1. Marcus Grönholm (4h:11m:43,9s) 2. Sébastien Loeb (4h:12m:45,7s) 3. Toni Gardemeister (4h:13m:07,0s) | 1. Ford Focus RS WRC 06 2. Citroën Xsara WRC 3. Peugeot 307 WRC                 |
| 55th Uddeholm Swedish Rally              | 3 de fevereiro-5 de fevereiro | 1. Marcus Grönholm (3h:09m:01,9s) 2. Sébastien Loeb (3h:09m:32,8s) 3. Daniel Carlsson (3h:11m:58,7s)   | 1. Ford Focus RS WRC 06 2. Citroën Xsara WRC 3. Mitsubishi Lancer Evolution WRC |
| 20º Corona Rally México                  | 3 de março-5 de março         | 1. Sébastien Loeb (3h:47m:08,8s) 2. Petter Solberg (3h:47m:57,7s) 3. Manfred Stohl (3h:51m:47,9s)      | 1. Citroën Xsara WRC 2. Subaru Impreza WRC 3. Peugeot 307 WRC                   |
| 42º Rally RACC Catalunya - Costa Daurada | 24 de março-26 de março       | 1. Sébastien Loeb (3h:22m:01,7s) 2. Dani Sordo (3h:22m:49,9s) 3. Marcus Grönholm (3h:23m:47,5s)        | 1. Citroën Xsara WRC 2. Citroën Xsara WRC 3. Ford Focus RS WRC 06               |
| 50ème Tour de Corse - Rallye de France   | 7 de abril-9 de abril         | 1. Sébastien Loeb (3h:43m:05,4s) 2. Marcus Grönholm (3h:43m:34,4s) 3. Dani Sordo (3h:44m:54,1s)        | 1. Citroën Xsara WRC 2. Ford Focus RS WRC 06 3. Citroën Xsara WRC               |
| 26º Rally Argentina                      | 28 de abril-30 de abril       | 1. Sébastien Loeb (4h:06m:51,3s) 2. Petter Solberg (4h:07m:35,9s) 3. Gianluigi Galli (4h:10m:15,6s)    | 1. Citroën Xsara WRC 2. Subaru Impreza WRC 3. Peugeot 307 WRC                   |
| 3º Supermag Rally Italia Sardinia        | 19 de maio-21 de maio         | 1. Sébastien Loeb (3h:54m:18,9s) 2. Mikko Hirvonen (3h:57m:00,3s) 3. Dani Sordo (3h:57m:46,6s)         | 1. Citroën Xsara WRC 2. Ford Focus RS WRC 06 3. Citroën Xsara WRC               |
| 53rd Acropolis Rally                     | 2 de junho-4 de junho         | 1. Marcus Grönholm (3h:56m:26,8s) 2. Sébastien Loeb (3h:58m:53,2s) 3. Mikko Hirvonen (4h:00m:10,2s)    | 1. Ford Focus RS WRC 06 2. Citroën Xsara WRC 3. Ford Focus RS WRC 06            |
| 25. OMV ADAC Rallye Deutschland          | 11 de agosto-13 de agosto     | 1. Sébastien Loeb (3h:28m:34,1s) 2. Dani Sordo (3h:29m:07,9s) 3. Marcus Grönholm (3h:30m:53,3s)        | 1. Citroën Xsara WRC 2. Citroën Xsara WRC 3. Ford Focus RS WRC 06               |
| 56th Neste Oil Rally Finland             | 18 de agosto-20 de agosto     | 1. Marcus Grönholm (2h:52m:50,3s) 2. Sébastien Loeb (2h:53m:57,0s) 3. Mikko Hirvonen (2h:54m:24,8s)    | 1. Ford Focus RS WRC 06 2. Citroën Xsara WRC 3. Ford Focus RS WRC 06            |
| 3rd Rally Japan                          | 1 de setembro-3 de setembro   | 1. Sébastien Loeb (3h:22m:20,4s) 2. Marcus Grönholm (3h:22m:26,0s) 3. Mikko Hirvonen (3h:25m:06,9s)    | 1. Citroën Xsara WRC 2. Ford Focus RS WRC 06 3. Ford Focus RS WRC 06            |
| 34th Cyprus Rally                        | 22 de setembro-24 de setembro | 1. Sébastien Loeb (4h:40m:50,4s) 2. Marcus Grönholm (4h:41m:01,6s) 3. Mikko Hirvonen (4h:46m:06,19s)   | 1. Citroën Xsara WRC 2. Ford Focus RS WRC 06 3. Ford Focus RS WRC 06            |
| 7th Rally of Turkey                      | 13 de outubro-15 de outubro   | 1. Marcus Grönholm (3h:28m:16,3s) 2. Mikko Hirvonen (3h:30m:39,7s) 3. Henning Solberg (3h:31m:22,3s)   | 1. Ford Focus RS WRC 06 2. Ford Focus RS WRC 06 3. Peugeot 307 WRC              |
| 19th Telstra Rally Australia             | 27 de outubro-29 de outubro   | 1. Mikko Hirvonen (3h:15m:11,8s) 2. Petter Solberg (3h:15m:48,9s) 3. Manfred Stohl (3h:19m:10,4s)      | 1. Ford Focus RS WRC 06 2. Subaru Impreza WRC 3. Peugeot 307 WRC                |
| 36th Propecia Rally New Zealand          | 17 de novembro-19 de novembro | 1. Marcus Grönholm (4h:02m:30,7s) 2. Mikko Hirvonen (4h:03m:26,7s) 3. Manfred Stohl (4h:05m:10,0s)     | 1. Ford Focus RS WRC 06 2. Ford Focus RS WRC 06 3. Peugeot 307 WRC              |
| 62nd Wales Rally of Great Britain        | 1 de dezembro-3 de dezembro   | 1. Marcus Grönholm (3h:20m:24,8s) 2. Manfred Stohl (3h:22m:0,3s) 3. Petter Solberg (3h:22m:20,0s)      | 1. Ford Focus RS WRC 06 2. Peugeot 307 WRC 3. Subaru Impreza WRC                |